# Buslijn 341 (Amsterdam-Hoofddorp)
Buslijn 341 is een R-net buslijn van Connexxion die station Amsterdam Zuid met Schiphol en Hoofddorp verbindt. De lijn werd in december 2017 ingesteld als opvolger van de Hoofddorpse stadslijn 168.

## Geschiedenis

### Lijn 161 en 177

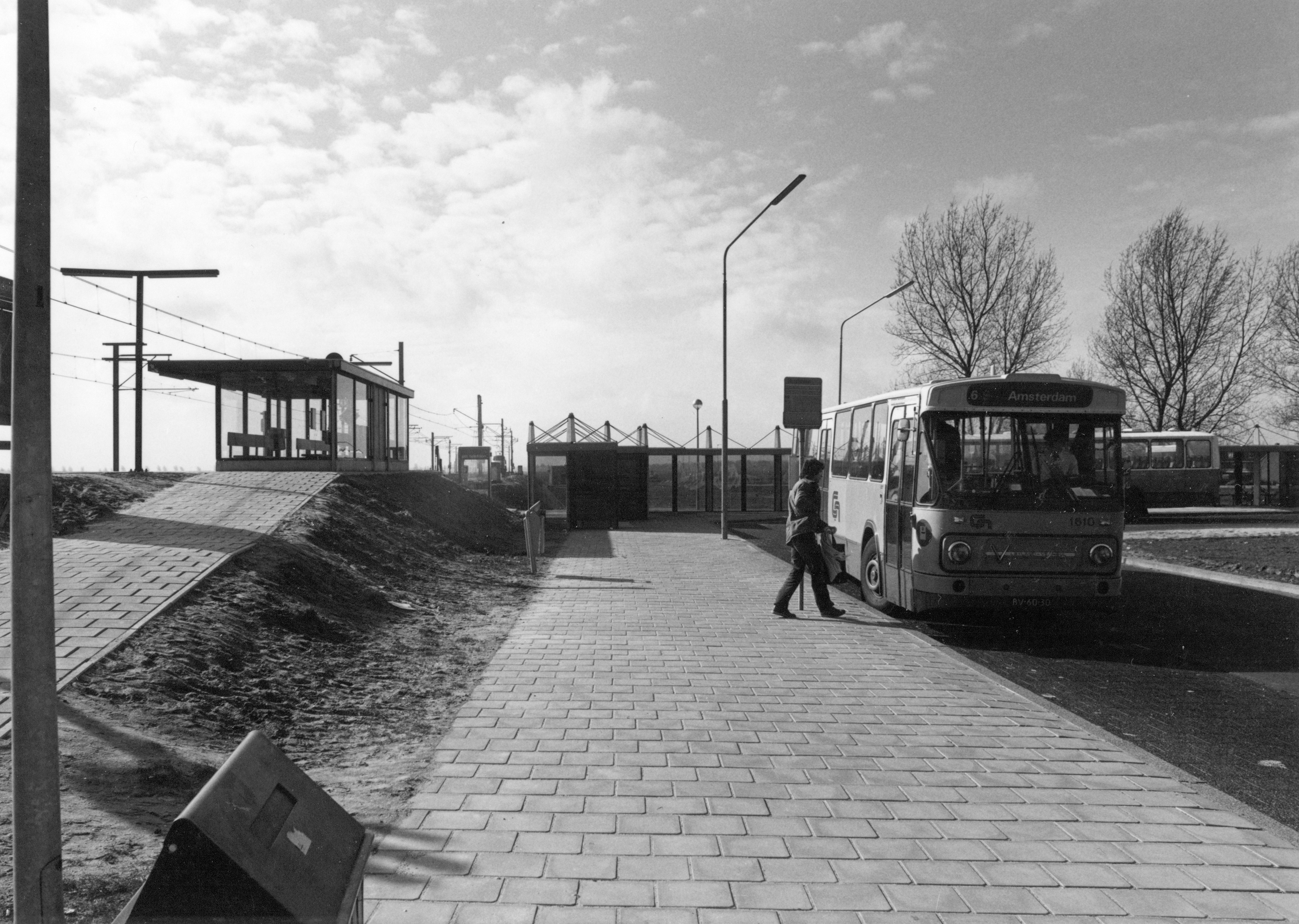
Leyland Verheul 1610 op lijn 161 bij station Hoofddorp 1982

Tot 1981 kende Hoofddorp geen stadsdienst maar werd uitsluitend bediend door streeklijnen van de toenmalige vervoerder Centraal Nederland (CN). Op 31 mei 1981 bij de opening van het station Hoofddorp werd een eerste stadsdienst ingesteld, lijn 161 die het station met het centrum en diverse nieuwbouwijken verbond onder meer Bornhom, Pax en Toolenburg. Op 1 juni 1986 werd de lijn vernummerd tot 177 en werden ook de nieuwe wijken Overbos en Corversbos bediend.

### Lijn 76/77 en 195
Op 2 juni 1991 werd de lijn vernummerd in lijn 77 en vormde samen met lijn 76 een halve ringlijn in Hoofddorp van Corversbos naar het station waarbij lijn 76 de noordelijke en lijn 77 de zuidelijke wijken van Hoofddorp bediende. Op 29 mei 1994 werd CN opgeheven en verdeeld tussen NZH en Midnet; de lijnen in Hoofddorp waren voortaan NZH-lijnen. Op 24 mei 1998 stelde NZH de voorloper van de huidige lijn 341 in tussen Corversbos, centrum, station, Schiphol Zuid en Centrum.

### Lijn 168 I, 167 en 194
In 1999 fuseerde NZH met Midnet en de omringende streekvervoerders tot Connexxion. Op 9 december 2007 stelde Connexxion de stadslijnen 167 en 168 in van het NS-station naar Spaarne Ziekenhuis; lijn 168 reed op het traject via Pax, Toolenburg en Floriande dat voorheen door lijn 52 werd bediend. Op 14 december 2008 werd de frequentie op zaterdag verhoogd van een halfuursdienst naar een kwartierdienst; lijn 168 werd daarbij losgekoppeld van lijn 167 en op 13 december 2009 in sternetlijn 194 naar Schiphol-Oost geïntegreerd. Zodoende ontstond er overdag een kwartierdienst binnen Hoofddorp met twee spitsritten over het gehele traject; deze werden op 13 december 2010 ingekort tot Schiphol Rijk waarbij er zowel 's ochtends als 's middags nog maar in één richting werd gereden.

### Lijn 168 II en 169
Op 12 december 2011 werd lijn 194 opgeheven en vervangen door een nieuwe lijn 168; de frequentie van een kwartierdienst overdag en 's avonds en op zondag een halfuursdienst bleef dezelfde. Daarnaast reed er een lijn 169 die via een ontsluitende andere route dezelfde wijken bediende.  

### Lijn 341 en 169
Op 10 december 2017 werd lijn 168 omgezet in R-net lijn 341 en doorgetrokken naar station Amsterdam Zuid ter vervanging van lijn 310 welke in lijn 397 is opgenomen. Lijn 341 rijdt doordeweeks overdag acht ritten per uur en daarbuiten twee tot vier waarvan de helft over het gehele traject. Op 's zondags rijdt de lijn elk halfuur alleen binnen Hoofddorp. Het aantal haltes in Hoofddorp werd sterk verminderd. Lijn 169 bleef gehandhaafd als ontsluitende lijn en bedient binnen Hoofddorp dezelfde wijken met een andere route met meer haltes.
Op 9 december 2018 ging lijn 341 via de Zuidtangent rijden. Hierdoor kwam het traject via de Siriusdreef te vervallen en werd de halte De Hoek Beneden opgeheven. Ook werd de frequentie tussen Schiphol en Amsterdam Zuid verlaagd door de geringe bezetting.
Op 15 december 2024 werd lijn 341 ingekort tot Schiphol Plaza. Het traject tussen Schiphol Plaza en Amsterdam Zuid werd overgenomen door de nieuwe Schipholnetlijn 198.

## Trivia
Voormalig staatssecretaris van veiligheid en justitie Fred Teeven is na zijn politieke loopbaan nu deeltijd busschauffeur op deze lijn.